# Vésztő
Vésztő (în română Viștea) este un oraș în districtul Szeghalm, județul Békés, Ungaria, având o populație de 7.430 de locuitori (2011). 

## Demografie
Componența etnică a orașului Vésztő
     Maghiari (91,33%)
     Romi (7,24%)
     Necunoscut (0,4%)
     Alții (1,02%)
Componența confesională a orașului Vésztő
     Fără religie (41,04%)
     Reformați (30,42%)
     Romano-catolici (3,88%)
     Necunoscută (23,92%)
     Alte religii (2,53%)
Conform recensământului din 2011, orașul Vésztő avea 7.430 de locuitori. Din punct de vedere etnic, majoritatea locuitorilor (91,33%) erau maghiari, cu o minoritate de romi (7,24%). Apartenența etnică nu este cunoscută în cazul a 0,4% din locuitori. Nu există o religie majoritară, locuitorii fiind persoane fără religie (41,04%), reformați (30,42%) și romano-catolici (3,88%). Pentru 23,92% din locuitori nu este cunoscută apartenența confesională.